# Roy Miller
Roy Miller Hernandéz (* 24. November 1984 in San José) ist ein costa-ricanischer ehemaliger Fußballspieler.
Der Abwehrspieler stand bei Vereinen in seinem Heimatland sowie in Norwegen, Schweden und den USA unter Vertrag. Mit der costa-ricanischen Fußballnationalmannschaft nahm er an der Weltmeisterschaft 2014 teil.

## Karriere

### Verein
Miller begann seine Karriere Anfang des Jahrtausends beim costa-ricanischen Erstligisten CS Cartaginés. 2005 wechselte er zusammen mit seinem Landsmann und Vereinskollegen Randall Brenes zum norwegischen Erstligaverein FK Bodø/Glimt, mit dem er in seiner ersten Saison in die zweite Liga abstieg. Nach zwei weiteren Spielzeiten und dem Wiederaufstieg im Jahr 2007 verpflichtete ihn Anfang 2008 der norwegische Rekordmeister Rosenborg Trondheim. In der zweiten Jahreshälfte 2009 wurde er zum schwedischen Erstligisten Örgryte IS ausgeliehen, mit dem er als Tabellenvorletzter abstieg während Trondheim norwegischer Meister wurde.
Nach Leihende wurde er zu Beginn des Jahres 2010 vom US-amerikanischen Verein New York Red Bulls verpflichtet. Bis 2015 absolvierte er 125 Spiele für die Roten Bullen in der Major League Soccer und gewann in den Jahren 2013 und 2015 das MLS Supporters’ Shield.
Nach sechs Jahren in New York wechselte Miller 2016 in seine Heimat zurück und unterschrieb einen Vertrag beim costa-ricanischen Rekordmeister CD Saprissa. Im Frühjahr 2017 schloss er sich den Portland Timbers aus der Major League Soccer und folgte damit seinem Landsmann David Guzman, der wenige Wochen zuvor den gleichen Wechsel vollzogen hatte. Bei den Timbers kam Miller jedoch 2018 und 2019 nur noch in der zweiten Mannschaft, die in der zweitklassigen USL Championship antrat, zum Einsatz. Seit Mitte 2019 spielt er erneut für CD Saprissa.

### Nationalmannschaft
Miller spielte bereits auf U-17-Ebene für Costa Rica. Mit der costa-ricanischen U-17-Mannschaft nahm er an der Weltmeisterschaft 2001 in Trinidad und Tobago teil.
Seine ersten Spiele für die costa-ricanische A-Nationalmannschaft absolvierte er im Jahr 2005. Trotz Einsätzen in der Qualifikationsrunde wurde er als letzter Spieler aus dem vorläufigen Kader Costa Ricas für die Fußball-Weltmeisterschaft 2006 gestrichen. Acht Jahre später war er Teil der Mannschaft, der bei der Weltmeisterschaft 2014, mit dem Einzug ins Viertelfinale einer der größten Erfolge Costa Ricas im Fußball gelang. Miller kam dabei im letzten Vorrundenspiel gegen England über die volle Spielzeit zum Einsatz, fiel dann jedoch wegen einer Verletzung für das Achtel- und Viertelfinale aus.
Zudem gewann Miller mit seiner Mannschaft 2005 und 2014 die Fußball-Zentralamerikameisterschaft. Bis 2015 absolvierte er insgesamt 57 Länderspiele für Costa Rica, in denen er zwei Tore erzielte.

## Erfolge

### Verein
- Aufstieg in die erste norwegische Liga mit FK Bodø/Glimt 2007
- MLS Supporters’ Shield mit den New York Red Bulls 2013 und 2015
- Costa-ricanischer Meister mit CD Saprissa 2016 (Invierno) und 2020 (Clausura)
- CONCACAF League  mit CD Sparissa 2019

### Nationalmannschaft
- Copa Centroamericana: 2005, 2014